# Jackie Neilson
Jackie Neilson (Newtongrange, 1º aprile 1929 – 22 giugno 2012) è stato un calciatore scozzese, di ruolo centrocampista.

## Biografia
Neilson era il fratello di Jackie e Steve, anche loro calciatori. Ha sposato Ida da cui ebbe due figli, Stephen e Jacqueline. É morto nel 2012.

## Carriera

### Club
Neilson, si forma calcisticamente nei club della sua cittadina natale, Newtongrange: mentre prestava il servizio militare con la British Army nell'Italia del secondo dopoguerra, fu notato dalla Triestina che voleva ingaggiarlo per la cifra di 3500£, ma rifiutò per tornare a giocare in patria.
Nel 1949 viene ingaggiato dal St. Mirren, con cui gioca nella massima serie scozzese sino al 1960. Con il suo club vince la Scottish Cup 1958-1959, battendo in finale l'Aberdeen, oltre che perdere la finale di Scottish League Cup 1955-1956 sempre contro i Dons. In quei anni rifiutò di trasferirsi in Inghilterra, al Newcastle Utd ed al Preston N.E..
Nel 1960 un infortunio al ginocchio lo costringe al ritiro dall'attività agonistica all'età di 31 anni.

### Nazionale
Neilson ha giocato quattro incontri nella Nazionale B della Scozia.

## Palmarès
- Coppa di Scozia: 1

St. Mirren: 1958-1959